# Monika Pedersen
Monika Pedersen (nu Monnique Artiqa) (født 21. december 1978) er en dansk sanger i bandet Sinphonia og tidligere forsangervokalist på "The World State" og det norske gothic metalband Sirenia, hvor hun erstattede Henriette Bordvik. Hun har også optrådt med Mercenary, Effektor, Evil Masquerade, Manticora og Ad Noctum. Monnick Gaiazz lever nu af sin kunst.

## Diskografi

### Med The World State
- Flier EP - 2013
- "A Castle for the Battles that I Fight" (single) - 2013

### With Sinphonia
- When the Tide Breaks - 2000
- The Divine Disharmony - 2002
- Silence (EP) - 2005

### Med Sirenia
- Nine Destinies and a Downfall - 2007

#### Singler
- My Mind's Eye

#### Musikvideoer
- "My Mind's Eye"
- "The Other Side"

### Gæsteoptrædener
- Mercenary - 11 Dreams (2004)
- Evil Masquerade - Theatrical Madness (2005)